# イン・サラー県
イン・サラー県（イン・サラーけん、アラビア語: ولاية عين صالح、ラテン文字表記：In Salah）は、アルジェリアの県（ウィラーヤ）のひとつ。県都はイン・サラー。
国の中央部に位置し、北をエル・メニア県とワルグラ県、東をイリジ県、南をタマンラセット県、西をアドラール県と接する。
58ある県の中では比較的広大な面積を持つが、全域がサハラ砂漠にあるため人口は非常に少ない。面積は約14万平方キロメートル、人口は約5万人（2008年国勢調査）。
2015年5月27日にタマンラセット県の準県（Wilaya déléguée、県と郡の中間区分）として設置され、2019年12月5日に単独の県へ昇格した。

## 行政区画

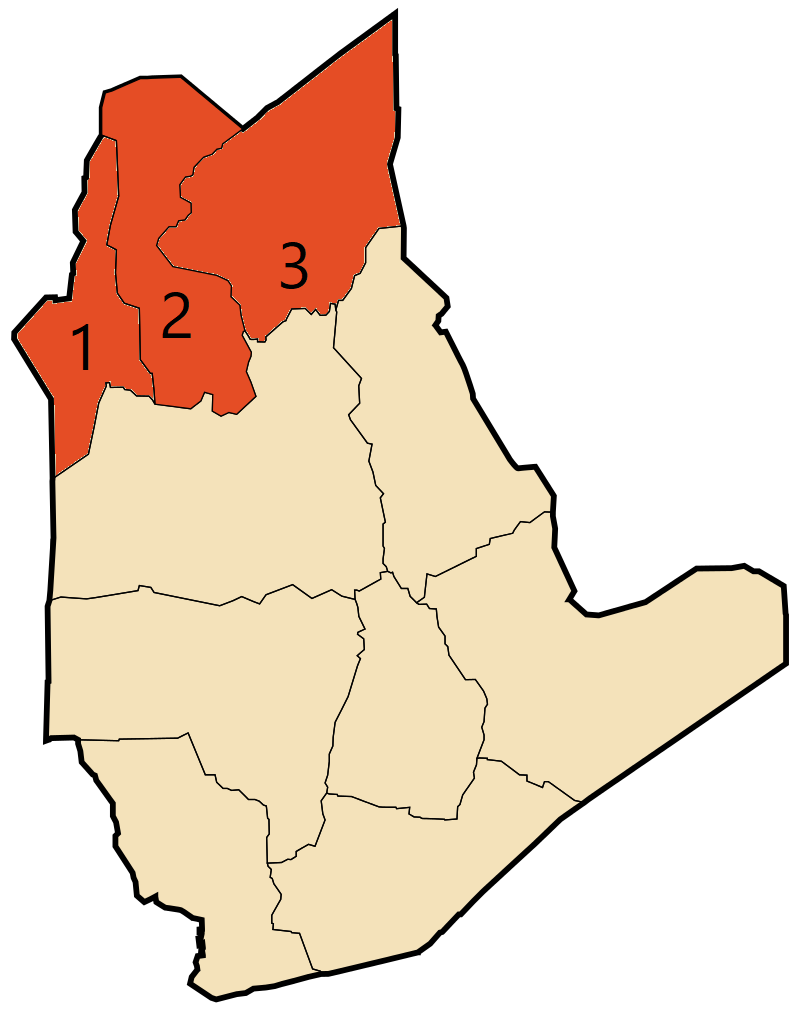
タマンラセット県時代の自治体の位置

2郡（ダイラ）と3自治体（バラディヤ / コミューン）を管轄する。番号は地図に対応している。
- イン・サラー郡（英語版） - 面積108,835km2、人口39,167人
- イン・ガル郡 - イン・ガル（自治体）と同じ

| # | 自治体             | アラビア語名  | ラテン文字表記    | 面積 （km2） | 人口 （2008年） | 郡           |
| - | ------------------ | ------------- | ----------------- | ------------ | --------------- | ------------ |
| 1 | イン・ガル         | ان غار        | In Ghar           | 29,237       | 11,225          | イン・ガル   |
| 2 | イン・サラー       | ان صالح       | In Salah          | 44,263       | 32,518          | イン・サラー |
| 3 | フォガレ・エザイア | فقارت الزاوية | Foggaret Ezzaouia | 64,572       | 6,649           | イン・サラー |